# Fly (fleuve)
Pour les articles homonymes, voir Fly.
Le Fly est un fleuve de Nouvelle-Guinée, le deuxième par la longueur après le Sepik.

## Géographie
Il prend sa source dans les Star Mountains, et traverse les régions basses côtières du sud-ouest avant de se jeter dans le Golfe de Papouasie en formant un large estuaire. Le Fly a une longueur de  1 050 km (650 milles) ; il coule en Papouasie-Nouvelle-Guinée à l'exception d'une petite portion où il forme la frontière entre la Papouasie-Nouvelle-Guinée et la Nouvelle-Guinée occidentale sous souveraineté Indonésienne. Cette section est la seule partie de la frontière entre la Papouasie-Nouvelle-Guinée et l'Indonésie qui ne soit pas sur la ligne de longitude 141°E, donnant ainsi à la Papouasie-Nouvelle-Guinée une petite zone à l'ouest de cette ligne.
Les principaux affluents du fleuve Fly sont le Strickland et le Ok Tedi. Il a un débit moyen de 6 000 m3/s.

## Découverte par les Européens
La première exploration par des Européens eut lieu en 1845 par Francis Price Blackwood sur le vaisseau royal Britannique le Fly, d'après lequel le fleuve fut nommé. Ce fut l'explorateur italien Luigi Maria D'Albertis qui en définit les contours.